# Гизела Бургундская (герцогиня Баварии)
Гизела Бургундская (нем. Gisela; ок. 950 — 21 июля 1006/7, Регенсбург) — герцогиня Баварии и мать императора Генриха II. Была старшей дочерью короля Конрада Бургундского из династии Вельфов, вероятно, от его первого брака с Аделаной (Adelana). Племянница императрицы Адельгейды, супруги Оттона I.

## Биография
Брак Гизелы и Генриха II Строптивого устроила императрица Адельгейда, связанная дружескими отношениями с матерью Генриха Юдифью. Свадьба состоялась, вероятно, летом 972 года, помолвка, — возможно, ещё в 965 году. 6 мая 973 года Гизела родила старшего сына, Генриха, будущего императора Священной Римской империи. Генрих Строптивый, устроивший заговор против Оттона II с целью его свержения, был пленён в 978 году сторонником императора Оттоном I Швабским. В Магдебурге, куда был доставлен баварский герцог, императором было принято решение о конфискации владений и имущества Генриха. Герцог был сослан в Утрехт, его семья разделена, дети отправлены в различные учебные заведения. Во время заключения мужа Гизела жила в Мерзебурге и, скорее всего, не имела возможности принимать участия в воспитании детей.
Погребена в кафедральном соборе монастыря Нидермюнстер в Регенсбурге. На могиле Гизелы по заказу её дочери был установлен «крест Гизелы».

## Брак и дети
В браке с Генрихом Строптивым у Гизелы было трое детей:
- Генрих II (973—1024), император
- Бруно (ум. 1029), князь-епископ Аугсбурга
- Гизела — в браке с королём Венгрии Иштваном I

Биограф Генриха II Манфред Хёфер упоминает также о ещё одной дочери Гизелы и Генриха Строптивого — Бригите, аббатисе монастыря Святого Павла в Регенсбурге.